# Brobergen
Brobergen (bas-saxon Brobargen) est un village de la commune de Kranenburg, dans l'arrondissement de Stade (Basse-Saxe, Allemagne). Il a une superficie de 6,06 km2 et une population de 226 habitants (31 décembre 2003). Il se trouve sur la rivière Oste.

## Histoire
Le premier document historique où le village est mentionné date de 1286 (Brocberge). En 1972, Brobergen fut intégré à la commune de Kranenburg lors de la campagne de fusion des communes.